# Calamidia goliathina
Calamidia goliathina är en fjärilsart som beskrevs av Rothschild 1912. Calamidia goliathina ingår i släktet Calamidia och familjen björnspinnare. Inga underarter finns listade i Catalogue of Life.